# Assay (analyse)

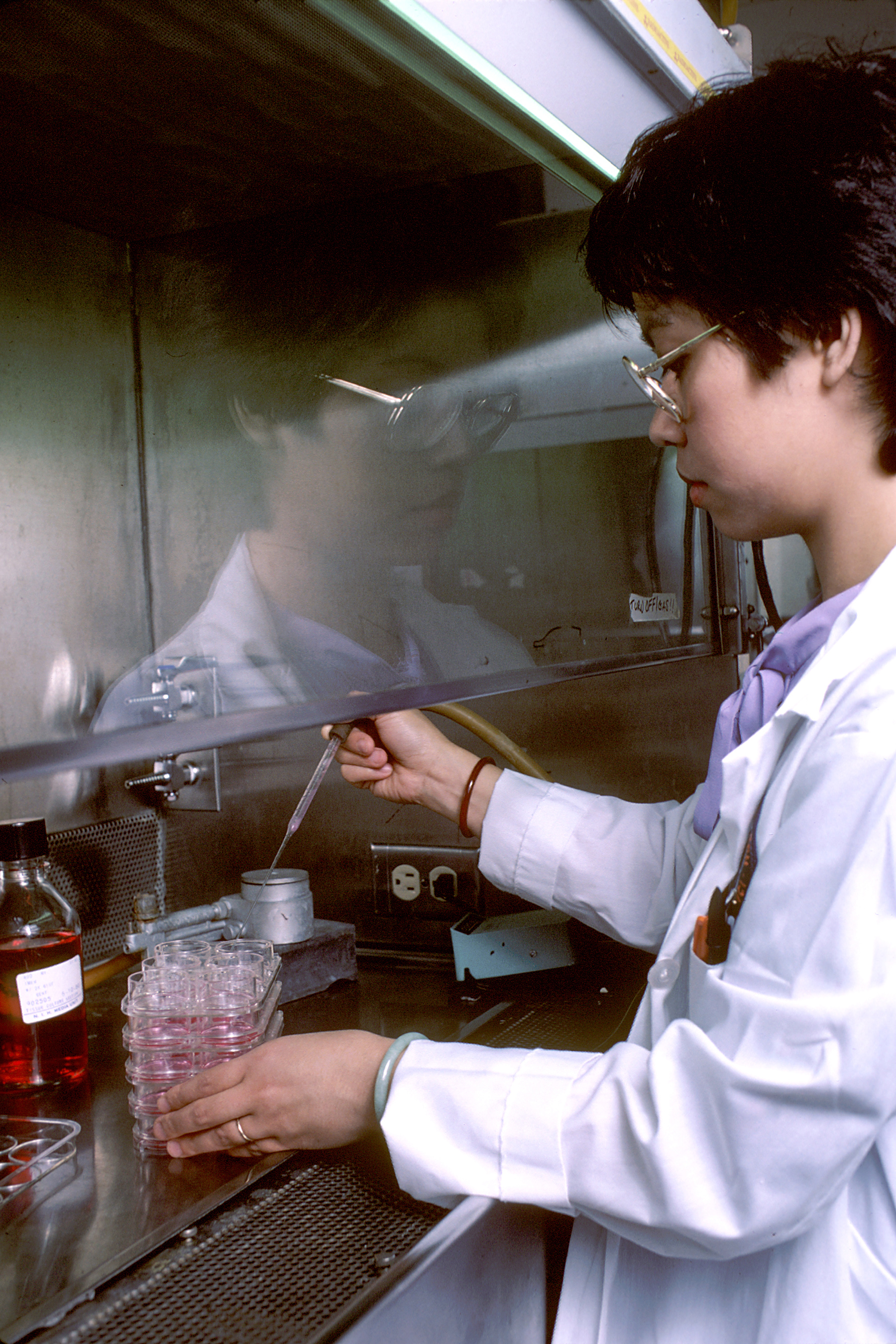
Laborante voert een oestrogeen-receptor-assay uit, 1980

Een assay is een analytische onderzoeksprocedure in de moleculaire biologie, biochemie en laboratoriumgeneeskunde, waarin men de aanwezigheid of functionele activiteit van een stof meet. De stof heet de analyt en is meestal een (bio)chemische substantie, zoals een eiwit, enzym of geneesmiddel. Ook een hele cel of ruw monster kunnen in een assay onderzocht worden. Het doel van een assay is doorgaans het uitdrukken van de chemische eigenschappen van een analyt in een relevante eenheid, zoals molariteit, dichtheid of omzettingssnelheid.
Biochemische assays gebruiken macromoleculen of biologisch materiaal, die meestal complexer zijn dan zuivere scheikundige reagentia. Hierdoor is het meten van hun aanwezigheid of activiteit over het algemeen moeilijker en interpretatiever dan analytisch-scheikundige testen zoals titraties.
In de geneeskunde, farmaceutische wetenschappen, forensische technologie en R&D-sectoren zijn assays vaak volledig geautomatiseerd en gestandaardiseerd om snelle en reproduceerdebare metingen te verrichten. Geneesmiddelen worden vaak getest en gescreend met behulp van bioassays. Aan de hand van informatica kunnen de grote hoeveelheden data uit bioassays statistisch geanalyseerd worden.

## Veelgebruikte assays
Assays kunnen zowel kwantitatief als kwalitatief (bijvoorbeeld een immunofluorescence assay) van aard zijn. Enkele voorbeelden van veelgebruikte assays in de biochemie zijn:
- Enzymassay, het bepalen van de activiteit (kinetiek) en inhibitie van enzymen
- Immunoassay, het detecteren van een macromolecuul (veelal eiwit) in oplossing met behulp van een antilichaam
- ELISA, het meten van de concentratie van een eiwitsample met een antilichaam
- Flowcytometrie, het functioneel karakteriseren, sorteren en tellen van cellen
- DNA-microarray, het meten van expressieniveaus van een groot aantal genen tegelijkertijd
- Plaque assay, het kwantificeren van het aantal infectieuze virusdeeltjes in een virussuspensie